# Sumberagung (Ngantang)
Sumberagung is een bestuurslaag in het regentschap Malang van de provincie Oost-Java, Indonesië. Sumberagung telt 5019 inwoners (volkstelling 2010).